# Brahmina senescens
Brahmina senescens är en skalbaggsart som beskrevs av Imre Frivaldszky 1890. Brahmina senescens ingår i släktet Brahmina och familjen Melolonthidae. Inga underarter finns listade.